# اچ‌ام‌اس دیفاینس (۱۷۴۴)
اچ‌ام‌اس دیفاینس (۱۷۴۴) (به انگلیسی: HMS Defiance (1744)) یک کشتی بود که طول آن ۱۴۷ فوت (۴۴٫۸ متر) بود. این کشتی در سال ۱۷۴۴ ساخته شد.